# Armando Polo
Armando Enrique Polo (Ciudad de Panamá, Provincia de Panamá, Panamá, 2 de abril de 1990) es un futbolista panameño. Juega como delantero y su equipo actual es el Árabe Unido de la Primera División de Panamá. Tiene 34 años.

## Trayectoria
Jugó por Sporting San Miguelito, donde individual y colectivamente le fue bien. Fue el campeón goleador del torneo Clausura 2009 con 12 tantos.
A inicios del 2012 fue a préstamo a Club Deportivo La Equidad por un año. Jugó al lado de su compatriota Roman Torres y compartió la delantera con el colombiano Mauricio Cuero. A pesar de que tenía contrato por 2 años con Sporting San Miguelito, para el Torneo LPF Apertura 2012 ficha por el San Francisco FC.
A principios de 2013 se va a prueba con el Shanghai Shenhua de China; pretemporada que realizaba el conjunto asiático por Argentina, al final Polo no queda dentro del equipo y el Río Abajo FC lo ficha como refuerzo para el Clausura 2013.
A mediados del 2013 emigra a Costa Rica para jugar por Río Abajo FC por un contrato de 6 meses. En su paso por tierras ticas, hizo una gran dupla con su compatriota Brunet Hay y logró anotar 7 goles.
En junio de 2015 vuelve a fichar por Club Deportivo Árabe Unido cual con que él había jugado el torneo de Clausura de la Liga Panameña de Fútbol en el 2014 antes de fichar por el Deportivo Coatepeque. Con el Deportivo Coatepeque de la Liga Nacional de Guatemala el viernes 9 definieron su salida, luego de que el club descendiera de categoría.
Jugó con el Club Deportivo Árabe Unido de la Liga Panameña de Fútbol hasta 2015.
Llegó en junio de 2016, como refuerzo al Monagas Sport Club por un año, para el Torneo Clausura de la primera división.

### Unión Comercio
A inicios del 2018 se confirma su préstamo por un año al Unión Comercio, lo cual afrontará el Campeonato Descentralizado 2018. Jugará al lado de su compatriota José González (con quien jugó en Árabe Unido) y de los peruanos Reimond Manco y Wilmer Aguirre.

## Selección nacional
Hizo su debut con la selección mayor de Panamá en el 2010 frente a Venezuela. Ha sido miembro de las categorías de fútbol sub-17, sub-20 y sub-21 de Panamá.

## Clubes
| Club                   | País        | Año         |
| ---------------------- | ----------- | ----------- |
| Chepo FC               | Panamá      | 2007 - 2008 |
| Sporting San Miguelito | Panamá      | 2009 - 2011 |
| La Equidad             | Colombia    | 2012        |
| San Francisco          | Panamá      | 2012        |
| Río Abajo FC           | Panamá      | 2013        |
| Pérez Zeledón          | Costa Rica  | 2013        |
| Río Abajo FC           | Panamá      | 2014        |
| Árabe Unido            | Panamá      | 2014        |
| Coatepeque             | Guatemala   | 2015        |
| Árabe Unido            | Panamá      | 2015 - 2016 |
| Monagas SC             | Venezuela   | 2016        |
| Tauro F. C.            | Panamá      | 2017        |
| Sonsonate F.C          | El Salvador | 2017        |
| Unión Comercio         | Perú        | 2018        |
| Tauro F. C.            | Panamá      | 2018        |
| Sonsonate F. C.        | El Salvador | 2019        |
| Santa Tecla            | El Salvador | 2019        |
| CD Plaza Amador        | Panamá      | 2020        |
| Luis Ángel Firpo       | El Salvador | 2020        |
| CA Independiente       | Panamá      | 2021        |
| Árabe Unido            | Panamá      | 2021 - 2022 |

## Palmarés

### Campeonatos nacionales
| Título       | Club           | País   | Año  |
| ------------ | -------------- | ------ | ---- |
| LPF Apertura | CD Árabe Unido | Panamá | 2015 |
| LPF Clausura | Tauro FC       | Panamá | 2017 |